# دشتنیتسه
دشتنیتسه (به چکی: Deštnice) یک منطقهٔ مسکونی در جمهوری چک است که در ناحیه لوونی واقع شده‌است. دشتنیتسه ۱۰٫۷۴ کیلومتر مربع مساحت و ۱۹۶ نفر جمعیت دارد و ۳۴۶ متر بالاتر از سطح دریا واقع شده‌است.